# 阿拉伯-诺曼时期的巴勒莫以及切法卢和蒙雷阿莱的主教座堂
阿拉伯-诺曼时期的巴勒莫以及切法卢和蒙雷阿莱的主教座堂（英語：Arab-Norman Palermo and the Cathedral Churches of Cefalú and Monreale）是位于西西里岛北海岸的九座宗教和市政建筑，其历史可以追溯到诺曼西西里王國时期（1130年-1194年）。这组建筑包括巴勒莫的两座宫殿、三座教堂、一座主教座堂和一座桥梁，以及切法卢和蒙雷阿莱的两座主教座堂。该遗址于2015年被联合国教科文组织评定为世界遗产。
这些建筑采用阿拉伯–诺曼风格，由西西里王国的诺曼统治者兴建，汲取了阿拉伯和拜占庭建筑的精华。虽然其建筑师各不相同，但共同的建筑风格和兴建时期将这些建筑相互联系。
目前，所有建筑都在不断进行修复和保养。保养方式各不相同，但通常包括局部修复（清洁、维护壁画等）、研究（建筑最初可能的外观和建筑历史）以及结构修复（确保建筑安全和结构稳固）。

## 世界遗产登录
2010年，西西里联合国教科文组织遗产基金会（Fondazione Patrimonio UNESCO Sicilia）和西西里大区文化遗产与特性部（Assessorato regionale dei beni culturali e dell'identità siciliana）共同推动该遗址成为世界遗产，并得到了西西里基金会，巴勒莫、切法卢和蒙雷亚莱的市政府，巴勒莫、切法卢和蒙雷亚莱教区大主教区，以及皮亚纳-德利阿尔巴内西教区的支持。
2015年7月3日，在德国波恩举行的世界遗产委员会第39届会议上，该遗址被正式列入世界遗产名录。该世界遗产被认为满足世界遺產登錄基準中的以下基準而予以登錄：
- （ii）在某期间或某种文化圈里对建筑、技术、纪念性艺术、城镇规划、景观设计之发展有巨大影响，促进人类价值的交流。
- （vi）具有显著普遍价值的事件、活的传统、理念、信仰、艺术及文学作品，有直接或实质的连结（世界遗产委员会认为该基准应最好与其他基准共同使用）。

西西里大区希望扩大遗产的范围，以包括海滨城堡、库巴王宫、小库巴、马雷多尔斯城堡和法瓦拉公园、马达莱娜圣母教堂（Chiesa di Santa Maria della Maddalena）、天主圣三圣殿和切法拉迪亚纳的阿拉伯浴场。

## 建筑
下方坐标均来自联合国教科文组织的世界遗产登记页面：
| 建筑             | 位置                                                          | 图像 |
| ---------------- | ------------------------------------------------------------- | ---- |
| 诺曼王宫         | 巴勒莫 38°6′39″N 13°21′11″E / 38.11083°N 13.35306°E           |      |
| 帕拉提那小堂     | 巴勒莫 38°6′39″N 13°21′11″E / 38.11083°N 13.35306°E           |      |
| 齐萨王宫         | 巴勒莫 38°7′0″N 13°20′29″E / 38.11667°N 13.34139°E            |      |
| 巴勒莫主教座堂   | 巴勒莫 38°06′51.63″N 13°21′22″E / 38.1143417°N 13.35611°E     |      |
| 独修者若望教堂   | 巴勒莫 38°6′34.46″N 13°21′16.68″E / 38.1095722°N 13.3546333°E |      |
| 海军元帅圣母教堂 | 巴勒莫 38°6′53″N 13°21′46″E / 38.11472°N 13.36278°E           |      |
| 圣卡塔尔多教堂   | 巴勒莫 38°06′53″N 13°21′45″E / 38.11472°N 13.36250°E          |      |
| 海军上将桥       | 巴勒莫 38°6′18″N 13°22′29″E / 38.10500°N 13.37472°E           |      |
| 切法盧主教座堂   | 切法卢 38°02′24″N 14°01′24″E / 38.04000°N 14.02333°E          |      |
| 蒙雷阿莱主教座堂 | 蒙雷阿莱 38°4′55″N 13°17′32″E / 38.08194°N 13.29222°E         |      |